# Hanna Geremek
Hanna Teresa Geremek (* als Hanna Teresa Büttner am 19. Februar 1930 in Warschau; † 21. Juli 2004) war eine polnische Althistorikerin und Papyrologin.

## Leben und Leistungen
Hanna Geremek studierte Geschichte mit einem Schwerpunkt auf Alte Geschichte an der Universität Warschau. Ihre wichtigste Lehrerin war hier Iza Bieżuńska-Małowist. Nach der Zwischenprüfung 1953 erwarb sie 1955 ihren Studienabschluss und wurde 1958 Wissenschaftliche Assistentin, 1967 Wissenschaftliche Mitarbeiterin (Assistenzprofessorin) am Historischen Institut der Warschauer Universität. Daneben lehrte sie am Institut für Klassische Philologie. Als Inhaberin eines internationalen Stipendiums weilte Geremek von 1962 bis 1965 für vier Jahre an der Sorbonne, wo sie unter anderem bei André Bataille und Roger Rémondon studierte und sich insbesondere in der Papyrologie weiterbildete. 1967 wurde sie in Warschau promoviert, ihre Dissertation verfasste sie zum Thema Karanis. Communauté rurale de l’Egypte romai. 1979 bis 1982 war sie die Kuratorin der Handschriftensammlung der Universitätsbibliothek. 1982 ging sie in den Ruhestand. 1983 war Geremek als Gastwissenschaftlerin in Dumbarton Oaks in Washington, D.C., 1987 an der École des hautes études en sciences sociales in Paris und 1990 an der Columbia University in New York City tätig.
Geremeks Interessen kannten innerhalb der Papyrologie kaum Grenzen. Sie forschte beispielsweise zur römischen Zeit von Karanis – ihre Dissertation dazu wurde zu einem Standardwerk –, zu italischen Weinen in Ägypten und vor allem in ihren späteren Jahren zu den städtischen Eliten im römischen und byzantinischen Ägypten. Von besonderer Bedeutung war ihr Artikel Les 'politeuomenoi’ égyptiens sont-ils identiques aux ‚bouleutai‘. Viele ihrer Beiträge wurden in international renommierten Fachzeitschriften wie dem Journal of Juristic Papyrology oder Anagennesis publiziert. Ihre Beiträge für ein internationales Publikum veröffentlichte sie, wie in den polnischen Altertumswissenschaften üblich, vorrangig in französischer, seltener in englischer Sprache. In ihren späteren Jahren setzte sich Geremek intensiv mit dem Leben und Werk von Tadeusz Stefan Zieliński auseinander. 1999 veröffentlichte sie eine Zusammenstellung mehrerer seiner weniger bekannten politischen Beiträge, die sie für den Band aus dem Russischen ins Polnische übertragen hatte. Übersetzungen ausländischer Arbeiten waren überhaupt ein bedeutender Teil ihrer Tätigkeit. Eine Herausgabe von Zielińskis unveröffentlichten Erinnerungen scheiterten an Geremeks Tod, ihre Vorarbeiten wurden 2005 von Piotr Mitzner zu Ende gebracht.
Geremek wurde als charmante, ja elegante Person geschildert, die als Autorität über die papyrologischen Räumlichkeiten der Universität wachte. Als Wissenschaftlerin war sie neuen Entwicklungen gegenüber immer aufgeschlossen. Sie war von 1952 bis zu ihrem Tod mit dem Historiker und Politiker Bronisław Geremek verheiratet. Sie war Mitglied in der Polnischen Vereinigten Arbeiterpartei, bis sie aus Protest gegen die Niederschlagung des Prager Frühlings 1968 aus der Partei austrat. Im August 1980 schloss sie sich dem Apel 64 von 64 Wissenschaftlern und Wissenschaftlerinnen an, die die Forderung stellten, mit den streikenden Arbeitern der August-Streiks in Dialog zu treten.

## Publikationen (Auswahl)
- Spisek Brutusa. Trzaska-Evert-Michalski, Warschau 1955.
- Z problemów dzierżawy ziemi państwowej w Egipcie rzymskim: związki dzierżawców w Fajum. Księgarnia Gebethnera i Wolffa, Warschau 1968.
- Karanis. Communauté rurale de l'Egypte romaine (= Archiwum Filologiczne. Band 17). Zakład Narodowy, Breslau, Warschau und Krakau 1969.
- Übersetzerin: Georges Duby: Rycerz, kobieta i ksiądz. Małżeństwo w feudalnej Francji. Państwowy Instytut Wydawniczy, Warschau 1986.
- Herausgeberin: Tadeusz Zieliński: Kultura i rewolucja. DiG, Warschau 1999.